# Ludvig Birkedal-Barfod
Ludvig Harbo Gote Birkedal-Barfod, född 27 maj 1850 i Köpenhamn, död 17 oktober 1937 i Bagsværd, var en dansk organist. Han var son till Frederik Barfod.
Birkedal-Barfod elev till Johan Christian Gebauer och vid Det Kongelige Danske Musikkonservatorium. Han blev organist vid Metodistkyrkan i Köpenhamn 1873, vid Vor Frue Kirke  i Svendborg 1877 och vid Marmorkirken i Köpenhamn 1894. Han var musikkritiker vid Kristeligt Dagblad och utgav kompositioner för sång och för piano samt för orgel. Han var huvudredaktör för psalmboken Menighedens Melodier.